# تولیککی پیه‌تیله
تولیکْکی پیِه‌تیلَه (۱۸ فوریه ۱۹۱۷–۲۳ فوریه ۲۰۰۹) گرافیست و پروفسور فنلاندی‌تبار آمریکایی بود. پیِه‌تیلَه یکی از تأثیرگذارترین گرافیست‌های فنلاند به حساب می‌آید که آثار او در چندین نمایشگاه هنری به نمایش درآمده است. وی علاوه بر تدریس در دانشکده هنرهای زیبا، هلسینکی چندین کتاب مرجع در مورد هنرهای گرافیک نوشت.
برادر او معمار شهیر فنلاندی رایلی پیه‌تیله است. پیِه‌تیلَه در سال ۲۰۰۹ در هلسینکی در سن ۹۲ سالگی درگذشت. طبق وصیت او بیش از ۱۴۰۰ اثر هنری وی به آتنیوم اهدا شد.

## پیشینه
پیِه‌تیلَه تحصیلات خود را در بین سال‌های ۱۹۳۳ و ۱۹۳۶ در مدرسه طراحی تورکو آغاز کرد. ادامه آموزش او بین سال‌های ۱۹۳۶ و ۱۹۴۰ در دانشکده هنرهای زیبا، هلسینکی کالج دانشگاهی هنر، صنایع دستی و طراحی در استکهلم بین ۱۹۴۵ و ۱۹۴۹ و آکادمی هنر فرنان لژه در پاریس بین سال‌های ۱۹۴۹ و ۱۹۵۳ انجام شد. در طول تحصیل، او برای اولین بار با هنرمندی به نام تووه یانسون آشنا شد که بعدها شریک زندگی او گردید.
آثار پیِه‌تیلَه مدیوم‌های زیادی از جمله نقوش روی چوب و لینوگراف را پوشش می‌داد و از سبک‌های متعددی از جمله رئالیسم و کوبیسم استفاده می‌کرد. اولین نمایشگاه آثار وی در تورکو در سال ۱۹۳۵ زمانی که او دانشجو بود برگزار شد و اولین نمایشگاه خصوصی او در سال ۱۹۵۱ اجرا گردید.
پیِه‌تیلَه برای کارهایش تحسین برانگیزخود در سال ۱۹۶۳ نشان شیر فنلاند را دریافت کرد. او در سال ۱۹۸۲ استاد دانشکده هنرهای زیبا، هلسینکی، شد.